# Микадзе, Юрий Владимирович
Мика́дзе Ю́рий Влади́мирович (26 мая 1947, Толстое, Тернопольская область) — российский психолог. Специалист в области нейропсихологии, изучает психические функции детей и взрослых в норме и при различных повреждениях мозга. В сферу его научных интересов входит изучение нарушений высших психических функций при различных повреждениях головного мозга опухолевого, сосудистого, травматического генеза у детей и взрослых. Кандидат психологических наук (1980). Доктор психологических наук (1999).
Профессор кафедры нейро- и патопсихологии факультета психологии МГУ им. М. В. Ломоносова (2002). Член диссертационного совета по защите докторских диссертаций. Член проблемной комиссии «Неврологические и нейропсихологические основы трудностей обучения в начальной школе» Межведомственного научного совета по проблемам возрастного развития и нейрореабилитации (2000), член РПО (1979), член международного общества клинических психологов при Американской ассоциации психологов (1998),
Заслуженный деятель науки Российской Федерации. Заведующий кафедрой клинической психологии РНИМУ им. Н. И. Пирогова. Заслуженный профессор МГУ (2014).

## Биография
Родился в Толстом, для поступления в университет переехал в Москву, успешно окончил Факультет психологии МГУ в 1976 году. Был учеником А. Н. Леонтьева, Гальперина, Лурия, Мераба Мамардашвили.Тема дипломной работы: «Организация мнестической деятельности у больных с локальными поражениями мозга». Научные руководители Лурия А. Р., Е. Д. Хомская. Ценность работы заключалась в нетрадиционном подходе к исследованию мнестической деятельности, которая рассматривалась не как изолированный процесс, а как особая форма деятельности, включающая в свой состав ряд процессов, не имеющих собственно мнемической направленности. С помощью такого подхода оказалось возможным выявить и описать многокомпонентный состав мнестической деятельности.
Начало деятельности Юрия Владимировича связано с изучением семантической организации памяти человека и видов её нарушения при локальных поражениях мозга. Выделена и описана форма патологии памяти — нарушения семантической памяти как мнестической деятельности. В последующие годы Ю. В. Микадзе обосновал и развил новое направление нейропсихологии — дифференциальную психологию детского возраста. Прикладным аспектом исследований в этой области является использование нейропсихологических методов для анализа индивидуальных особенностей нормального развития и отклонений в развитии детей и подростков для выявления причин школьной неуспеваемости. Полученные результаты позволили описать ряд нейропсихологических синдромов, характеризующих специфику позитивного и негативного развития психических функций в младшем школьном возрасте, а также описать специфику различий в формировании психических функций в разных социокультурных условиях. Тема кандидатской диссертации: «Организация мнестической деятельности у больных с локальными поражениями мозга». Тема докторской диссертации: «Нейропсихология индивидуальных различий в детском возрасте».
На факультете психологии МГУ им. М. В. Ломоносова читает курс лекций по нейропсихологии, спецкурс по нейропсихологии детского возраста, проводит семинары по нейропсихологии, клинической нейропсихологии, практикум по общей психологии. Подготовил 20 кандидатов наук.

## Научная деятельность
Область научных интересов: клиническая и дифференциальная нейропсихология. Подробно профессор занимается
- методологическими проблемами нейропсихологии и нейрореабилитации
- клинической нейропсихологией черепно-мозговой травмы
- клинической нейропсихологией детского возраста (эпилепсия, рассеянный склероз)

В рамках нейропсихологических исследований Юрием Владимировичем было опубликовано более 100 работ в отечественных и зарубежных изданиях. Были выпущены монографии: «Деятельность: структура и регуляция» (совм. с А. М. Волковым, Г. Н. Солнцевой), 1987; «Нейропсихологическая диагностика и коррекция младших школьников» (с Н. К. Корсаковой), 1994; «Неуспевающие дети: нейропсихологическая диагностика трудностей в обучении» (С Н. К. Корсаковой и Е. Ю. Балашовой),1997, 2001; «Les enfants en situation d’echec scolaire dans les classes elementaires. Diagnostic neuropsychologique des difficultes d’apprentissage» (N.K.Korsakova, E.I.Balachova), 2003; «A.R.Luria and contemporary psychology: festschrift celebrating the centennial of the birth of Luria» (Колл.моногр. Eds. T.Achutina, J.Glozman, L.Moskovich, D.Robbins), 2005
Изданы учебники и учебные пособия: Атлас «Нервная система человека. Строение и нарушения» (с В. М. Астаповым), 1997, 2001, 2003, 2004.; «Методы исследования в психологии: квазиэксперимент» (коллект. учебное пособие п.р. Т. В. Корниловой), 1998; «Психология развития» (колл. учебник п.р. Т. Д. Марцинковской),2005; «И.Тонконогий, А.Пуанте. Клиническая нейропсихология» (научное редактирование),2007.
Хрестоматии: «Нейропсихология. Тексты» (коллект. учебное пособие п.р. Е. Д. Хомской), 1984; "Обучение и воспитание детей «группы риска» (с В. М. Астаповым), 1996; «Хрестоматия по нейропсихологии» (коллект. учебное пособие п.р. Е. Д. Хомской), 1999; «Психодиагностика и коррекция детей с нарушениями и отклонениями развития» (с В. М. Астаповым), 2001; «Психология детей с нарушениями и отклонениями психического развития» (с В. М. Астаповым), 2001.

## Основные труды
1. Атлас. Нервная система человека. Строение и нарушения. — М., 2004.
2. Нейропсихология детского возраста. — М., 2008.
3. Психодиагностика — М., 2008. (в соавторстве)
4. Психология детей с нарушениями и отклонениями психического развития — М., 2001, 2002. (в соавторстве)